# Tam gdzie nie ma dróg
Tam gdzie nie ma dróg è il primo singolo della cantante pop rock ceca Ewa Farna estratto dal suo terzo album di studio Sam na sam.

## Classifiche
| Classifica (2007)      | Posizione massima |
| ---------------------- | ----------------- |
| Polish Singles Chart   | 14                |
| European Singles Chart | 112               |